# Franciszek Wyszkowski

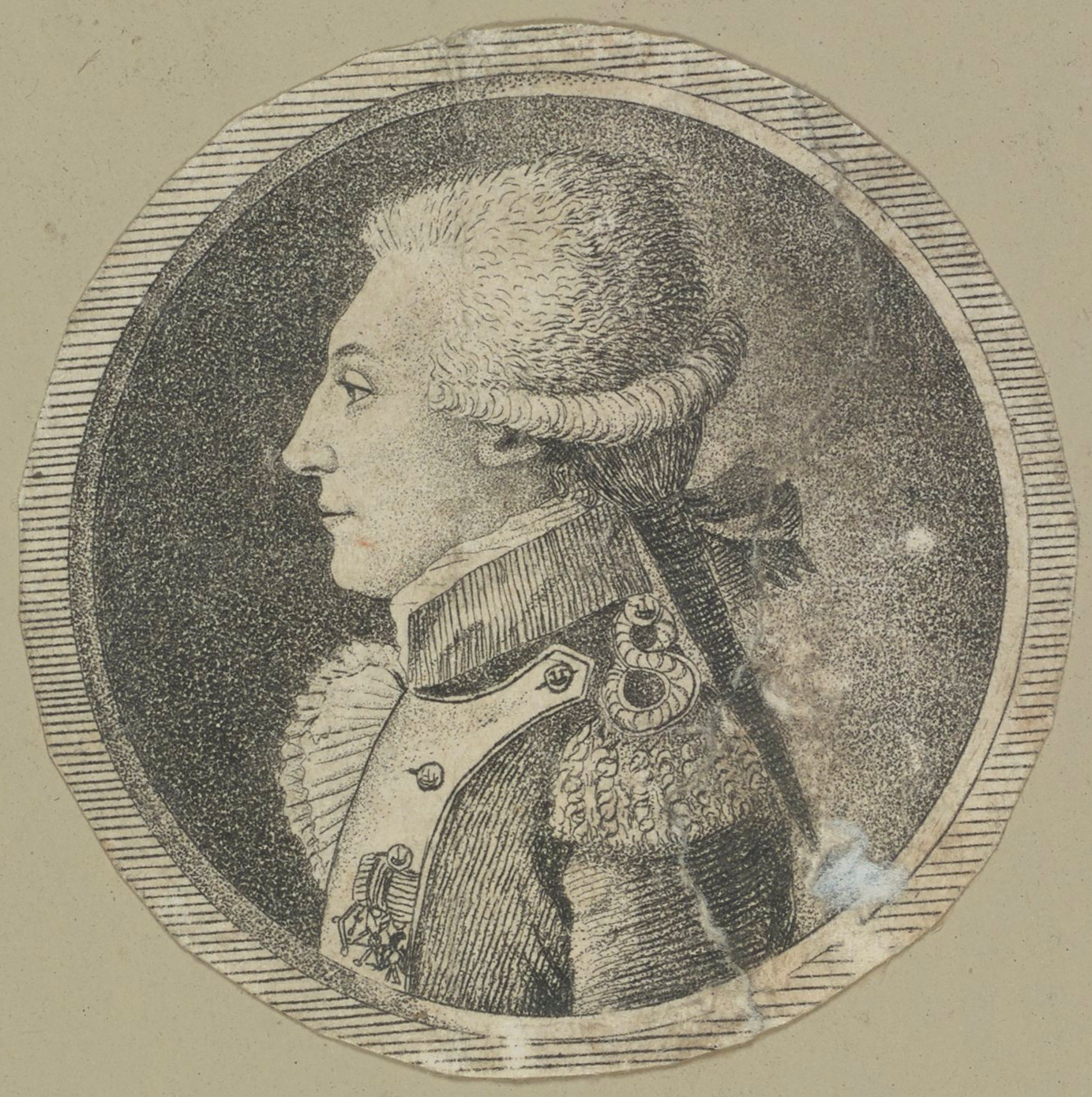
Franciszek Wyszkowski

Franciszek Ksawery Wyszkowski herbu Korwin (ur. 3 grudnia 1764 – zm. 8 września 1824 w Warszawie) – generał major wojsk koronnych, hrabia, pamiętnikarz
Wychowanek Korpusu kadetów w Warszawie. Służył jako oficer (rotmistrz) regimentu kirasjerów w wojsku austriackim. 16 maja 1792 przeniósł się do Wojska Polskiego i otrzymał stopień majora. W szeregach 7 Brygady Kawalerii Narodowej walczył przeciwko agresji rosyjskiej. Zmuszony przez targowiczan do aktu lojalności pozostał z Brygadą za kordonem rosyjskim. Na pierwszą wieść o wybuchu insurekcji 1794 przebił się z Podola w Lubelskie, rozbijając po drodze oddziały kozackie. Pod Starym Konstantynowem zdobył działa i kasę. Odznaczył się w bitwie pod Chełmem, Gołkowem i w obronie Warszawy.
W uznaniu męstwa i talentu taktycznego Tadeusz Kościuszko mianował go z majora na brygadiera.  Nagrodzony złotą obrączką Ojczyzna Obrońcy Swemu nr 18.
Po upadku powstania wyemigrował do Paryża, potem do Wenecji. Działał w emigracyjnej lewicy, występując przeciwko Janowi Henrykowi Dąbrowskiemu i idei tworzenia Legionów Polskich we Włoszech. Sam próbował zainicjować tworzenie armii polskiej przy boku rewolucyjnej Francji, ale jako zagorzały republikanin nie ufał poczynaniom Napoleona Bonaparte i jego intencjom wobec Polski.
W 1797 roku skorzystał z ogłoszonej przez cara Pawła I amnestii i powrócił do Polski. Osiadł na Litwie